# Гантсвіль (Техас)
Гантсвілл (англ. Huntsville) — місто (англ. city) в США, адміністративний центр округу Вокер на південному сході штату Техас. Населення — 45 941 особа (2020).
Хантсвілл розташоване на державній автомагістралі  між Г'юстоном та Далласом.

## Географія
Гантсвілл розташований за координатами 30°42′21″ пн. ш. 95°33′10″ зх. д. / 30.70583° пн. ш. 95.55278° зх. д. (30.705696, -95.552865).  За даними Бюро перепису населення США в 2010 році місто мало площу 94,16 км², з яких 92,87 км² — суходіл та 1,30 км² — водойми.

### Клімат
| Клімат : Гантсвілл      | Клімат : Гантсвілл | Клімат : Гантсвілл | Клімат : Гантсвілл | Клімат : Гантсвілл | Клімат : Гантсвілл | Клімат : Гантсвілл | Клімат : Гантсвілл | Клімат : Гантсвілл | Клімат : Гантсвілл | Клімат : Гантсвілл | Клімат : Гантсвілл | Клімат : Гантсвілл | Клімат : Гантсвілл |
| Показник                | Січ.               | Лют.               | Бер.               | Квіт.              | Трав.              | Черв.              | Лип.               | Серп.              | Вер.               | Жовт.              | Лист.              | Груд.              | Рік                |
| Абсолютний максимум, °C | 31,1               | 34,4               | 37,2               | 37,2               | 36,7               | 41,1               | 41,1               | 41,7               | 42,2               | 38,3               | 33,3               | 30,0               | 42,2               |
| Середній максимум, °C   | 15,1               | 17,2               | 21,3               | 25,4               | 29,2               | 32,4               | 34,1               | 34,5               | 31,3               | 26,5               | 20,8               | 15,9               | 25,3               |
| Середня температура, °C | 9,7                | 11,6               | 15,5               | 19,6               | 23,7               | 27,0               | 28,4               | 28,6               | 25,6               | 20,7               | 15,3               | 10,6               | 19,7               |
| Середній мінімум, °C    | 4,3                | 6,1                | 9,7                | 13,7               | 18,2               | 21,6               | 22,8               | 22,7               | 19,8               | 14,8               | 9,8                | 5,2                | 14,1               |
| Абсолютний мінімум, °C  | −17,2              | −13,9              | −8,3               | −1,1               | 4,4                | 11,1               | 13,9               | 13,9               | 4,4                | −3,9               | −7,2               | −16,7              | −17,2              |
| Норма опадів, мм        | 108                | 85                 | 94                 | 83                 | 113                | 138                | 71                 | 93                 | 106                | 119                | 132                | 105                | 1247               |
| Днів з опадами          | 9                  | 8                  | 9                  | 6                  | 8                  | 9                  | 8                  | 7                  | 7                  | 7                  | 8                  | 10                 | 94                 |
| ----------------------- | ------------------ | ------------------ | ------------------ | ------------------ | ------------------ | ------------------ | ------------------ | ------------------ | ------------------ | ------------------ | ------------------ | ------------------ | ------------------ |
| Джерело: NOAA           |                    |                    |                    |                    |                    |                    |                    |                    |                    |                    |                    |                    |                    |

## Демографія
Згідно з переписом 2010 року, у місті мешкало 38 548 осіб у 11 791 домогосподарстві у складі 5759 родин. Густота населення становила 409 осіб/км².  Було 12853 помешкання (136/км²).
Расовий склад населення:
| - 62,7 % — білих - 25,4 % — чорних або афроамериканців - 1,4 % — азіатів - 0,4 % — корінних американців - 0,1 % — вихідців з тихоокеанських островів - 7,9 % — осіб інших рас |

До двох чи більше рас належало 2,2 %. Частка іспаномовних становила 18,7 % від усіх жителів.
За віковим діапазоном населення розподілялося таким чином: 14,0 % — особи молодші 18 років, 77,5 % — особи у віці 18—64 років, 8,5 % — особи у віці 65 років та старші. Медіана віку мешканця становила 28,6 року. На 100 осіб жіночої статі у місті припадало 144,2 чоловіків;  на 100 жінок у віці від 18 років та старших — 152,7 чоловіків також старших 18 років.
Середній дохід на одне домашнє господарство  становив 43 444 долари США (медіана — 30 799), а середній дохід на одну сім'ю — 59 975 доларів (медіана — 43 930). Медіана доходів становила 32 701 долар для чоловіків та 30 225 доларів для жінок. За межею бідності перебувало 36,6 % осіб, у тому числі 37,8 % дітей у віці до 18 років та 11,7 % осіб у віці 65 років та старших.
Цивіллне працевлаштоване населення становило 12 117 осіб. Основні галузі зайнятості: освіта, охорона здоров'я та соціальна допомога — 31,0 %, публічна адміністрація — 18,0 %, роздрібна торгівля — 13,4 %, мистецтво, розваги та відпочинок — 11,7 %.